# انستیتوی اخترفیزیک ماکس پلانک

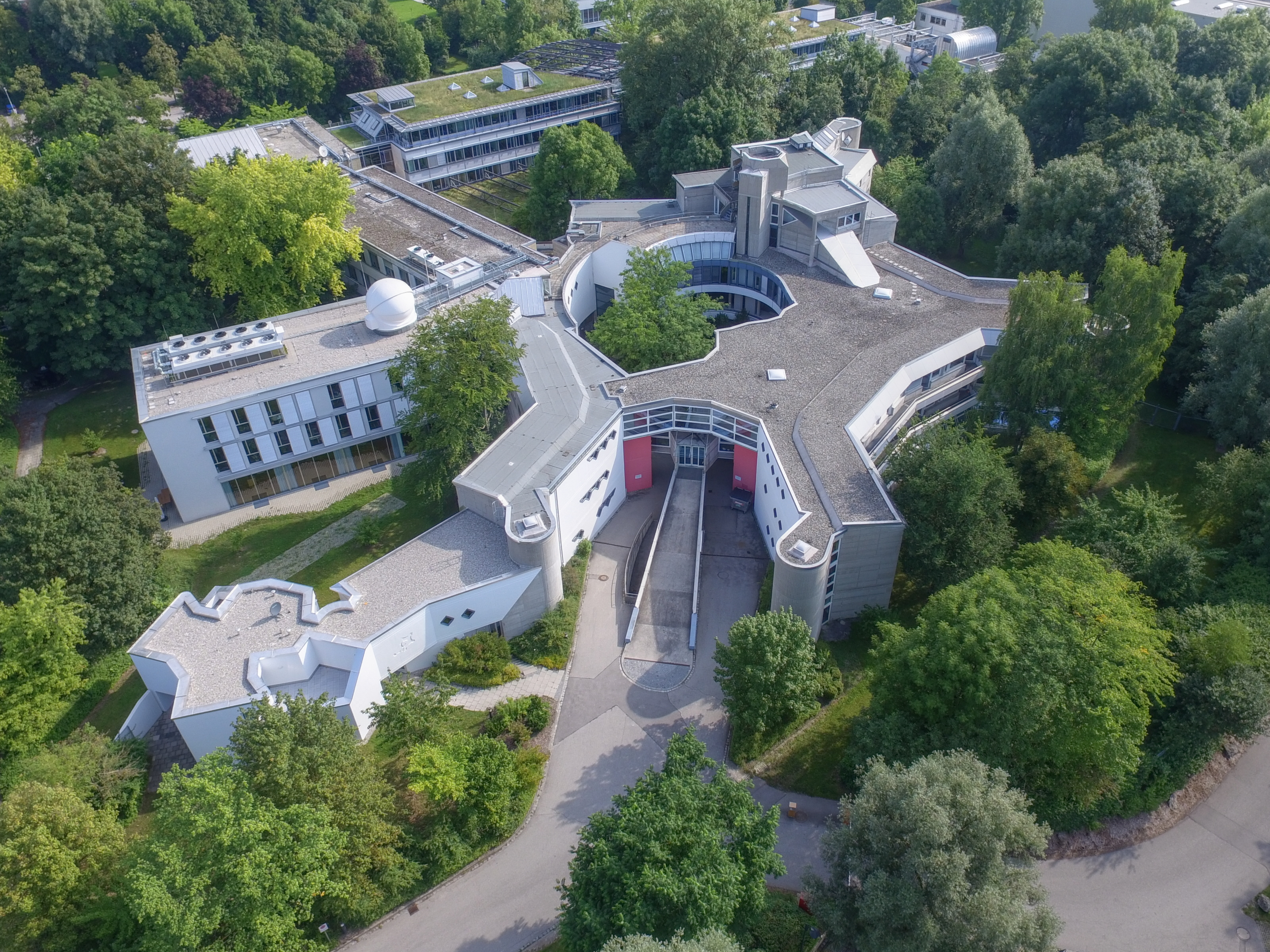
نمای هوایی از انستیتوی اخترفیزیک ماکس پلانک - ۲۰۱۶

انستیتوی اخترفیزیک ماکس پلانک(به آلمانی Max-Planck-Institut für Astrophysik)یک انستیتوی تحقیقات علمی واقع در گارشینگ بای مونیخ در آلمان می‌باشد که توسط انستیتوی ماکس پلانک ایجاد شده‌است. حدود ۵۰ محقق در این انستیتو فعالیت می‌کنند، که شامل ۳۰ دانشجوی دکترا و ۲۰ محقق می‌باشد. این انستیتو یکی از مهم‌ترین انستیتوی‌ها در زمینه اخترفیزیک در جهان می‌باشد که از سال ۱۹۹۹ تا سال ۲۰۰۹ بیش از هر انستیتوی تحقیقاتی دیگری در جهان مقاله در زمینه فیزیک و علوم فضانوردی منتشر کرده‌است.

## تاریخچه
انستیتوی ماکس پلانک که در ۲۶ فوریه ۱۹۴۸ پایه‌گذاری شد، نام خود را از یکی از پایه‌گذاران مکانیک کوانتومی به عاریت گرفته‌است. انستیتوی ماکس پلانک فیزیک و اختر فیزیک در سال ۱۹۵۸ ایجاد شد، سپس در سال ۱۹۹۱ به دو انستیتوی مجزا به نام انستیتوی اخترفیزیک ماکس پلانک و انستیتوی فیزیک ماکس پلانک تقسیم شد.